# Cornelius Gurlitt (kompositör)
Cornelius Gurlitt, född den 10 februari 1820 i Altona, död där den 17 juni 1901, var en tysk tonsättare. Han var bror till Louis Gurlitt. 
Gurlitt var organist vid hemstadens huvudkyrka och blev 1874 kunglig musikdirektör. År 1879 blev han professor i grannstaden Hamburg. Han skrev i flytande stil flera kammarmusikverk, instruktiva pianostycken, sånger, några operetter och operan Scheik Hassan.